# Districte electoral de Tarragona
El districte de Tarragona fou una circumscripció electoral del Congrés dels Diputats utilitzada en les eleccions generals espanyoles entre 1871 i 1923. Es tractava d'un districte uninominal, ja que només era representat per un sol diputat.
L'any 1878 es va aprovar una nova llei electoral que va fusionar els districtes de Tarragona, Reus i Falset en un districte plurinominal de 3 escons anomenat Tarragona-Reus-Falset.

## Àmbit geogràfic
El districte comprenia tot el partit judicial de Tarragona i de municipis del Baix Gaià pertanyents al partit del Vendrell.

## Diputats electes
| Elecció | Elecció        | Diputat                                | Partit/Ideologia                    |
| ------- | -------------- | -------------------------------------- | ----------------------------------- |
|         | 1871           | Francesc Rispa i Perpinyà              | Partit Republicà Democràtic Federal |
|         | Abril 1872     | Magí Lladós i Rius                     | Partit Progressista                 |
|         | Agost 1872     | Pau Bosch i Barrau                     | Liberal                             |
|         | 1872 (parcial) | Joan Josep Borrell i Miquel            | Sense dades                         |
|         | 1873           | Josep Maria Torres                     | Sense dades                         |
|         | 1876           | Plàcid-Maria de Montoliu i de Sarriera | Conservador                         |

## Resultats electorals

### Dècada de 1870
| Eleccions generals del 20/01/1876 |                  |                                        |       |      |
| Partit/Ideologia                  | Partit/Ideologia | Candidat                               | Vots  | %    |
|                                   | Conservador      | Plàcid-Maria de Montoliu i de Sarriera | 3.785 | 83,6 |
|                                   | Altres           | Altres                                 | 743   | 16,4 |
| Total                             | Total            | Total                                  | 4.528 | 100  |

| Eleccions generals del 10/05/1873 |                  |                    |       |      |
| Partit/Ideologia                  | Partit/Ideologia | Candidat           | Vots  | %    |
|                                   | Sense dades      | Josep Maria Torres | 4.963 | 99,4 |
|                                   | Altres           | Altres             | 30    | 0,6  |
| Total                             | Total            | Total              | 4.993 | 100  |

| Elecció parcial del 09/11/1872 |                  |                             |       |      |
| Partit/Ideologia               | Partit/Ideologia | Candidat                    | Vots  | %    |
|                                | Sense dades      | Joan Josep Borrell i Miquel | 1.030 | 98,6 |
|                                | Altres           | Altres                      | 15    | 1,4  |
| Total                          | Total            | Total                       | 1.045 | 100  |

| Eleccions generals del 24/08/1872 |                  |                    |       |      |
| Partit/Ideologia                  | Partit/Ideologia | Candidat           | Vots  | %    |
|                                   | Liberal          | Pau Bosch i Barrau | 2.261 | 67,3 |
|                                   | Altres           | Altres             | 1.097 | 32,7 |
| Total                             | Total            | Total              | 3.358 | 100  |

| Eleccions generals del 03/04/1872 |                     |                    |       |      |
| Partit/Ideologia                  | Partit/Ideologia    | Candidat           | Vots  | %    |
|                                   | Partit Progressista | Magí Lladós i Rius | 1.836 | 36,3 |
|                                   | Altres              | Altres             | 3.224 | 63,7 |
| Total                             | Total               | Total              | 5.060 | 100  |

| Eleccions generals del 08/03/1871 |                                     |                           |       |      |
| Partit/Ideologia                  | Partit/Ideologia                    | Candidat                  | Vots  | %    |
|                                   | Partit Republicà Democràtic Federal | Francesc Rispa i Perpinyà | 3.527 | 52,4 |
|                                   | Altres                              | Altres                    | 3.205 | 47,6 |
| Total                             | Total                               | Total                     | 6.732 | 100  |